# Liste der Gebietsänderungen in der Provinz Fryslân
Die Liste der Gebietsänderungen in der Provinz Fryslân enthält wichtige Änderungen der Gemeindegebiete in der niederländischen Provinz Fryslân (bis 1996 offiziell Friesland) in der Zeit vom 1. Januar 1812 bis heute. Dazu zählen unter anderem Zusammenschlüsse und Trennungen von Gemeinden, Eingliederungen von Gemeinden in eine andere, Änderungen des Gemeindenamens und größere Umgliederungen von Teilen einer Gemeinde in eine andere. Kleinere Änderungen werden nicht berücksichtigt.

## Legende
- Datum: juristisches Wirkungsdatum der Gebietsänderung
- Gemeinde vor der Änderung: Gemeinde vor der Gebietsänderung
- Maßnahme: Art der Änderung
- Gemeinde nach der Änderung: Gemeinde nach der Gebietsänderung

Die Sortierung erfolgt chronologisch nach dem Datum und nach der aufnehmenden oder neu gebildeten Gemeinde. Heute noch bestehende Gemeinden sind farbig unterlegt. Die Gemeinden, die in die Provinz Friesland wechselten, sind grün, diejenigen, die sie verließen, rot unterlegt.

## Geschichte

### Französische Zeit
In der französischen Zeit gehörten die Gemeinden zum Département Frise.

### Anzahl der Provinzen
Im Grundgesetz vom März 1814 wurde die (erneute) Bildung von 9 Provinzen mit Wirkung vom 1. Mai 1814 bekannt gegeben. Im Grundgesetz vom August 1815 wurde nach dem Hinzukommen des Gebiets, das später zum selbständigen Staat Belgien wurde, insgesamt 19 Provinzen benannt. Von diesen gehörten 10 zum Gebiet der heutigen Niederlande. Die Provinz Limburg wurde am 9. Oktober 1815 gebildet.
Offiziell wurde die Provinz Holland im Jahr 1840 in die neuen Provinzen Noord-Holland und Zuid-Holland aufgeteilt. In beiden Gebieten gab es allerdings bereits seit 1814 eine voneinander unabhängige selbständige Verwaltung. Von 1840 an gab es in den Niederlanden somit 11 Provinzen, bis im Jahr 1986 Flevoland hinzukam und zur bis heute gültigen Anzahl von 12 Provinzen führte.

### Name der Provinz
In den Grundgesetzen von 1814, 1815 und 1840 wurde der Name mit Vriesland angegeben. Im Grundgesetz von 1848 taucht er erstmals mit der Schreibweise Friesland auf. Diese Schreibweise galt bis zum 1. Januar 1997, als der Name der Provinz offiziell in Fryslân geändert wurde.

## Gebietsänderungen
| Datum      | Gemeinde vor der Änderung | Maßnahme                                                  | Gemeinde nach der Änderung                                |                                                           |
| ---------- | --- | --------------------------------------------------------- | --------------------------------------------------------- | --------------------------------------------------------- |
| 19.09.1814 | Terschelling | Umgliederung                                              | Terschelling, Provinz Holland                             |                                                           |
| 19.09.1814 | Vlieland | Umgliederung                                              | Vlieland, Provinz Holland                                 |                                                           |
| 01.10.1816 | Augustinusga Buitenpost Surhuizum | Zusammenschluss                                           | Achtkarspelen                                             |                                                           |
| 01.10.1816 | Tjalleberd | Namensänderung                                            | Aengwirden                                                |                                                           |
| 01.10.1816 | Bozum Jorwerd | Zusammenschluss                                           | Baarderadeel                                              |                                                           |
| 01.10.1816 | Minnertsga Sexbierum | Zusammenschluss                                           | Barradeel                                                 |                                                           |
| 01.10.1816 | Almenum, Gebietsteile | Umgliederung                                              | Barradeel                                                 |                                                           |
| 01.10.1816 | Sint Annaparochie Sint Jacobiparochie Vrouwenparochie | Zusammenschluss                                           | Het Bildt                                                 |                                                           |
| 01.10.1816 | Dantumawoude Rinsumageest Veenwouden | Zusammenschluss                                           | Dantumadeel                                               |                                                           |
| 01.10.1816 | Langweer | Namensänderung                                            | Doniawerstal                                              |                                                           |
| 01.10.1816 | Bleija Ferwerd Hallum Marrum | Zusammenschluss                                           | Ferwerderadeel                                            |                                                           |
| 01.10.1816 | Tjum | Namensänderung                                            | Franekeradeel                                             |                                                           |
| 01.10.1816 | Almenum, Gebietsteile | Umgliederung                                              | Franekeradeel                                             |                                                           |
| 01.10.1816 | Balk | Namensänderung                                            | Gaasterland                                               |                                                           |
| 01.10.1816 | Haske Joure | Zusammenschluss                                           | Haskerland                                                |                                                           |
| 01.10.1816 | Koudum | Namensänderung                                            | Hemelumer Oldephaert en Noordwolde                        |                                                           |
| 01.10.1816 | Oosterend Wommels | Zusammenschluss                                           | Hennaarderadeel                                           |                                                           |
| 01.10.1816 | Grouw Roordahuizum | Zusammenschluss                                           | Idaarderadeel                                             |                                                           |
| 01.10.1816 | Burum Kollum Oudwoude | Zusammenschluss                                           | Kollumerland en Nieuwkruisland                            |                                                           |
| 01.10.1816 | Huizum Jelsum Stiens Wirdum | Zusammenschluss                                           | Leeuwarderadeel                                           |                                                           |
| 01.10.1816 | Lemmer Oosterzee | Zusammenschluss                                           | Lemsterland                                               |                                                           |
| 01.10.1816 | Berlikum Dronrijp Marsum Menaldum | Zusammenschluss                                           | Menaldumadeel                                             |                                                           |
| 01.10.1816 | Anjum Ie Metslawier | Zusammenschluss                                           | Oostdongeradeel                                           |                                                           |
| 01.10.1816 | Oosterwolde Oudeberkoop | Zusammenschluss                                           | Ooststellingwerf                                          |                                                           |
| 01.10.1816 | Beetsterzwaag Gorredijk Langezwaag Lippenhuizen Ureterp | Zusammenschluss                                           | Opsterland                                                |                                                           |
| 01.10.1816 | Rauwerder | Namensänderung                                            | Rauwerderhem                                              |                                                           |
| 01.10.1816 | Heerenveen De Knijpe Mildam Sint Johannesga | Zusammenschluss                                           | Schoterland                                               |                                                           |
| 01.10.1816 | Drachten Oudega | Zusammenschluss                                           | Smallingerland                                            |                                                           |
| 01.10.1816 | Bergum Hardegarijp Oenkerk Oostermeer | Zusammenschluss                                           | Tietjerksteradeel                                         |                                                           |
| 01.10.1816 | Akkrum Oldeboorn | Zusammenschluss                                           | Utingeradeel                                              |                                                           |
| 01.10.1816 | Holwerd Nes Ternaard | Zusammenschluss                                           | Westdongeradeel                                           |                                                           |
| 01.10.1816 | Noordwolde Sonnega Wolvega | Zusammenschluss                                           | Weststellingwerf                                          |                                                           |
| 01.10.1816 | Arum Makkum Tjerkwerd Witmarsum | Zusammenschluss                                           | Wonseradeel                                               |                                                           |
| 01.10.1816 | Heeg Nijland Woudsend | Zusammenschluss                                           | Wymbritseradeel                                           |                                                           |
| 03.11.1848 | Namensänderung der Provinz Vriesland in Provinz Friesland | Namensänderung der Provinz Vriesland in Provinz Friesland | Namensänderung der Provinz Vriesland in Provinz Friesland | Namensänderung der Provinz Vriesland in Provinz Friesland |
| 01.01.1934 | Aengwirden Schoterland | Zusammenschluss                                           | Heerenveen                                                |                                                           |
| 01.09.1942 | Terschelling, Provinz Noord-Holland | Umgliederung                                              | Terschelling                                              |                                                           |
| 01.09.1942 | Vlieland, Provinz Noord-Holland | Umgliederung                                              | Vlieland                                                  |                                                           |
| 01.01.1956 | Hemelumer Oldephaert en Noordwolde | Namensänderung                                            | Hemelumer Oldeferd                                        |                                                           |
| 01.01.1979 | Staveren | Namensänderung                                            | Stavoren                                                  |                                                           |
| 01.01.1984 | Idaarderadeel Rauwerderhem Utingeradeel | Zusammenschluss                                           | Boornsterhem                                              |                                                           |
| 01.01.1984 | Dokkum Oostdongeradeel Westdongeradeel | Zusammenschluss                                           | Dongeradeel                                               |                                                           |
| 01.01.1984 | Barradeel Franeker | Eingliederung                                             | Franekeradeel                                             |                                                           |
| 01.01.1984 | Sloten | Eingliederung                                             | Gaasterland                                               |                                                           |
| 01.01.1984 | Baarderadeel Hennaarderadeel | Zusammenschluss                                           | Littenseradeel                                            |                                                           |
| 01.01.1984 | Hemelumer Oldeferd Hindeloopen Stavoren Workum | Zusammenschluss                                           | Nijefurd                                                  |                                                           |
| 01.01.1984 | Doniawerstal Haskerland | Zusammenschluss                                           | Scharsterland                                             |                                                           |
| 01.01.1984 | IJlst | Eingliederung                                             | Wymbritseradeel                                           |                                                           |
| 03.01.1985 | Boornsterhem | Namensänderung                                            | Boarnsterhim                                              |                                                           |
| 26.01.1985 | Littenseradeel | Namensänderung                                            | Littenseradiel                                            |                                                           |
| 01.03.1985 | Scharsterland | Namensänderung                                            | Skarsterlân                                               |                                                           |
| 06.06.1985 | Gaasterland | Namensänderung                                            | Gaasterlân-Sleat                                          |                                                           |
| 01.01.1987 | Wymbritseradeel | Namensänderung                                            | Wymbritseradiel                                           |                                                           |
| 01.01.1987 | Wonseradeel | Namensänderung                                            | Wûnseradiel                                               |                                                           |
| 01.01.1989 | Tietjerksteradeel | Namensänderung                                            | Tytsjerksteradiel                                         |                                                           |
| 01.01.1997 | Namensänderung der Provinz Friesland in Provinz Fryslân | Namensänderung der Provinz Friesland in Provinz Fryslân   | Namensänderung der Provinz Friesland in Provinz Fryslân   | Namensänderung der Provinz Friesland in Provinz Fryslân   |
| 01.01.1999 | Ferwerderadeel | Namensänderung                                            | Ferwerderadiel                                            |                                                           |
| 01.01.2009 | Dantumadeel | Namensänderung                                            | Dantumadiel                                               |                                                           |
| 01.01.2011 | Menaldumadeel | Namensänderung                                            | Menameradiel                                              |                                                           |
| 01.01.2011 | Bolsward Nijefurd Sneek Wûnseradiel Wymbritseradiel | Zusammenschluss                                           | Súdwest-Fryslân                                           |                                                           |
| 01.01.2014 | Gaasterlân-Sleat Lemsterland Skarsterlân | Zusammenschluss                                           | De Friese Meren                                           |                                                           |
| 01.01.2014 | Boarnsterhim, Terherne | Umgliederung                                              | De Friese Meren                                           |                                                           |
| 01.01.2014 | Boarnsterhim, Akkrum, Aldeboarn und Nes | Umgliederung                                              | Heerenveen                                                |                                                           |
| 01.01.2014 | Boarnsterhim, Eagum, Friens, Grou, Idaerd, Jirnsum, Reduzum, Warstiens, Warten und Wergea                                                                       | Umgliederung                                              | Leeuwarden                                                |                                                           |
| 01.01.2014 | Boarnsterhim, Dearsum, Poppenwier, Raerd, Sibrandabuorren und Tersoal                                                                                           | Umgliederung                                              | Súdwest-Fryslân                                           |                                                           |
| 01.07.2015 | De Friese Meren | Namensänderung                                            | De Fryske Marren                                          |                                                           |
| 01.01.2018 | Leeuwarderadeel | Eingliederung                                             | Leeuwarden                                                |                                                           |
| 01.01.2018 | Littenseradiel, Baard, Bears, Easterlittens, Hilaard, Húns, Jellum, Jorwert, Leons, Mantgum und Weidum                                                          | Umgliederung                                              | Leeuwarden                                                |                                                           |
| 01.01.2018 | Littenseradiel, Boazum, Britswert, Easterein, Easterwierrum, Hidaard, Hinnaard, Iens, Itens, Kûbaard, Lytsewierrum, Reahûs, Rien, Waaksens, Wiuwert und Wommels | Umgliederung                                              | Súdwest-Fryslân                                           |                                                           |
| 01.01.2018 | Het Bildt Franekeradeel Menameradiel | Zusammenschluss                                           | Waadhoeke                                                 |                                                           |
| 01.01.2018 | Littenseradiel, Baaium, Spannum, Winsum und Wjelsryp | Umgliederung                                              | Waadhoeke                                                 |                                                           |
| 01.01.2019 | Dongeradeel Ferwerderadiel Kollumerland en Nieuwkruisland | Zusammenschluss                                           | Noardeast-Fryslân                                         |                                                           |

## Anzahl der Gemeinden
Die Angabe zum 4. Oktober 1830 bezieht sich auf die Trennung Belgiens von den Niederlanden. Die weiteren Zahlen beziehen sich auf die Situation nach den Reformen zum angegebenen Zeitpunkt.
| Datum      | Gemeinden |
| ---------- | --------- |
| 04.10.1830 | 43        |
| 01.01.1934 | 42        |
| 01.09.1942 | 44        |
| 01.01.1984 | 31        |
| 01.01.2011 | 27        |
| 01.01.2014 | 24        |
| 01.01.2018 | 20        |
| 01.01.2019 | 18        |